# Seleção Cambojana de Futebol
A Seleção Cambojana de Futebol representa o Camboja no futebol internacional e é administrada pela Federação de Futebol do Camboja (FFC), que faz parte da Confederação Asiática de Futebol e subconfederação AFF.
Conhecida como a seleção nacional de futebol da República do Khmer de 1970 a 1975, a equipe terminou em quarto lugar na Copa da Ásia de 1972, que ainda permanece como a maior conquista do Camboja em uma competição internacional. A equipe foi fundada em 1933 e se juntou às fileiras da FIFA em 1953. O maior rival do Camboja é a Malásia.

## Desempenho em Copas do Mundo
- 1930 a 1994 - Não participou
- 1998 a 2002 - Não se qualificou
- 2006 - Não participou
- 2010 -  Não participou
- 2014 a 2022 - Não se qualificou

## Recordes
14 de junho de 2022
Jogadores em negrito ainda em atividade.
| #  | Jogador          | Partidas | Gols | Período na seleção |
| -- | ---------------- | -------- | ---- | ------------------ |
| 1  | Sos Suhana       | 67       | 3    | 2012–              |
| 2  | Kouch Sokumpheak | 65       | 7    | 2006–              |
| 3  | Soeuy Visal      | 64       | 4    | 2014–              |
| 4  | Prak Mony Udom   | 60       | 11   | 2011–              |
| 5  | Chhin Chhoeun    | 56       | 4    | 2011–2018          |
| 6  | Khoun Laboravy   | 55       | 12   | 2008–2018          |
| 7  | Keo Sokpheng     | 57       | 13   | 2015–              |
| 8  | Chan Vathanaka   | 49       | 19   | 2013–              |
| 9  | Sam El Nasa      | 46       | 11   | 2000–2011          |
| 10 | Thierry Bin      | 41       | 3    | 2015–              |

| # | Jogador          | Gols | Partidas | Média por jogo | Período na seleção |
| - | ---------------- | ---- | -------- | -------------- | ------------------ |
| 1 | Hok Sochetra     | 20   | 26       | 0.77           | 1995–2002          |
| 2 | Chan Vathanaka   | 19   | 49       | 0.39           | 2013–              |
| 3 | Keo Sokpheng     | 13   | 57       | 0.23           | 2015–present       |
| 4 | Khoun Laboravy   | 12   | 55       | 0.22           | 2008–2018          |
| 5 | Sam El Nasa      | 11   | 46       | 0.24           | 2000–2011          |
| 5 | Prak Mony Udom   | 11   | 60       | 0.18           | 2011–              |
| 7 | Khim Borey       | 10   | 28       | 0.36           | 2007–2015          |
| 8 | Kouch Sokumpheak | 7    | 65       | 0.11           | 2006–              |
| 9 | Sok Chanraksmey  | 5    | 10       | 0.5            | 2013–2016          |
| 9 | Chan Rithy       | 5    | 25       | 0.2            | 2002–2011          |

## Treinadores
| Nome                       | Período                             | Jogos | Vitórias | Empates | Derrotas | Aproveitamento (%) |
| -------------------------- | ----------------------------------- | ----- | -------- | ------- | -------- | ------------------ |
| Vladimír Mirka             | 1965–1967                           |       |          |         |          |                    |
| Joachim Fickert            | Junho de 1996 – Janeiro de 2003     |       |          |         |          |                    |
| Som Saran                  | 2003 – Junho de 2005                | 4     | 0        | 0       | 4        | 0%                 |
| Scott O'Donnell            | Julho de 2005 – Dezembro de 2007    | 15    | 2        | 3       | 10       | 13%                |
| Yoo Kee-heung              | Dezembro de 2007 – Julho de 2008    | 2     | 1        | 0       | 1        | 50%                |
| Prak Sovannara             | Julho de 2008 – Maio de 2009        | 12    | 3        | 1       | 8        | 25%                |
| Scott O'Donnell            | Junho de 2009 – Agosto de 2010      | 0     | 0        | 0       | 0        | 0%                 |
| Lee Tae-hoon               | Agosto de 2010 – Maio de 2012       | 10    | 3        | 2       | 5        | 30%                |
| Hok Sochetra               | Julho de 2012 – Outubro de 2012     | 5     | 0        | 1       | 4        | 0%                 |
| Prak Sovannara             | Dezembro de 2012 – Setembro de 2013 | 2     | 0        | 0       | 2        | 0%                 |
| Kazunori Ohara (interino)  | Abril de 2015                       | 4     | 1        | 1       | 2        | 25%                |
| Lee Tae-hoon               | Setembro de 2013 – Março de 2017    | 35    | 13       | 2       | 20       | 37%                |
| Leonardo Vitorino          | Março de 2017 – Outubro de 2017     | 7     | 1        | 0       | 6        | 14%                |
| Prak Sovannara (interino)  | Outubro de 2017 – Agosto de 2018    | 4     | 1        | 0       | 3        | 25%                |
| Félix Dalmás Keisuke Honda | Agosto de 2018 – Agosto de 2020     | 16    | 3        | 3       | 10       | 19%                |
| Keisuke Honda Ryu Hirose   | Março de 2021 –                     | 13    | 4        | 1       | 8        | 31%                |